# Cesarstwo Haiti (1804–1806)
Cesarstwo Haiti (fr. Empire d'Haïti, hait. Anpi an Ayiti) – państwo w Ameryce Północnej, monarchia elekcyjna, istniejące w latach 1804–1806. Obecnie Haiti.
Na terenie zajmowanym przez Cesarstwo Haiti istniała wcześniej francuska kolonia, Saint-Domingue. W 1804 roku, po trwających od 1790 wystąpieniach niepodległościowych, proklamowano powstanie Cesarstwa Haiti. Jego władcą ogłosił się dotychczasowy gubernator, Jean-Jacques Dessalines, który przyjął imię Jakuba I i koronował się 8 października 1804 roku.
Cesarz zginął zamordowany 17 października 1806 roku przez dwóch członków swojej administracji, Alexandre Pétiona i Henri Christophe'a. Pétion ogłosił na południu kraju Republikę Haiti, zaś Christophe Państwo Haitańskie na północy.